# فائق عزیزوف
فائق عزیزوف (انگلیسی: Faig Azizov؛ زادهٔ ۴ نوامبر ۱۹۶۶) بازیکن فوتبال اهل جمهوری آذربایجان است.
از باشگاه‌هایی که در آن بازی کرده‌است می‌توان به اشاره کرد.